# Alexandre Drankov
Alexandre Drankov (en russe : Алекса́ндр О́сипович Дранко́в, transcription anglophone : Alexander Drankov) est un photographe, producteur, réalisateur et directeur de la photographie russe puis soviétique. Il est né le 18 janvier 1886 et mort le 3 janvier 1949. C'est un des pionniers du cinéma russe, fondant une première société de production en 1907. 
Il a été photographe officiel à la Douma ; il a fait travailler le français Louis Forestier.

## Biographie
Né le 18 janvier 1886 (probablement à Odessa) sous le nom d'Abraham Iossifovitch Drankov, dans une famille de commerçants juifs, il commença par donner des cours de danse de salon à Sébastopol, puis il se lança dans la photographie, qu'il maîtrisa suffisamment pour en faire sa profession. Il déménagea à Saint-Pétersbourg, capitale de l'Empire, où il atteint une notoriété rapide en devenant photographe auprès de la Cour. Il ouvrit même rapidement un réseau de boutiques et de studios de photographie en Russie avec la mention : Photographe de la Cour de Son Altesse Impériale qui avaient la particularité d'utiliser des flashs électriques, ce qui était plus économique.
Il parvint aussi à devenir le reporter-photo permanent du Times de Londres à Saint-Pétersbourg, ainsi que de l'Illustration, célèbre magazine français, puis il reçut une accréditation permanente de la Douma, en tant que photographe officiel. 
C'est en 1907, que Drankov décida de se lancer dans la production cinématographique, sentant se lever la lumière de la modernité. Il ouvrit donc l'Atelier A.Drankoff (sic) et tourna des films d'actualités et de chroniques de l'époque. Il devint alors une figure mondaine de la capitale d'avant la révolution. Son premier film, Boris Godounov, est un échec, les difficultés qu'il rencontre ne lui permettant pas de l'achever.
Il rencontra un succès sensationnel en filmant Léon Tolstoï en 1908, gloire de l'époque. Il n'avait pas obtenu la permission de l'écrivain de le filmer, mais Drankov réussit tout de même à cacher sa caméra dans une cabane de bois du parc et à filmer, à travers un interstice, le célèbre comte en train de se promener.
Il tourna son premier film artistique en 1908 sur la vie de Stenka Razine et dont la première se tint le 15 (28) octobre 1908. Ce fut le premier film en Russie à avoir une musique gravée sur la pellicule, si bien que les spectateurs pouvaient entendre à loisir la musique composée par Mikhaïl Ippolitov-Ivanov. Cela entraîna un procès, car Drankov n'avait pas négocié les droits de la musique.
Après 1917, Drankov essaya d'utiliser la veine révolutionnaire, comme Gueorgui Galone ou La Grand-Mère de la révolution, mais il se résolut à quitter Petrograd à la fin de l'année, fuyant les troubles. Il semble qu'il se soit alors dirigé vers le sud, à Kiev et à Yalta. Des bruits coururent qu'il s'était laissé mener à filmer des films pornographiques… Il émigre finalement à Constantinople en novembre 1920, où il sombre dans la misère, travaillant dans des foires.
Il émigre à nouveau en 1922, cette fois-ci plus loin aux États-Unis, où il organise des projections pour les émigrés russes. Il tente de filmer à Hollywood une histoire sur les amours du tsarévitch, futur Nicolas II, avec la Kschessinskaïa, mais cela n'intéresse personne et il est ruiné.
Il ouvre alors un café à Venice en Californie, puis déménage à San Francisco, où il ouvre une petite boutique de photographe et y termine ses jours, le 3 janvier 1949.
Il est enterré à Holme, dans les faubourgs de la ville.

## Filmographie

### Producteur
- 1908 : Ousierdniï dienchtchik (Усердный денщик) de N. Filippov
- 1908 : Le mariage de Kretchinski (Свадьба Кречинского) d'Alexandre Drankov
- 1908 : Stenka Razine (Стенька Разин ou Понизовая вольница) de Vladimir Romachkov
- 1908 : Bolchoï tchelovek (Большой человек) d'Alexandre Drankov
- 1915 : Sonia, la main d'or (Сонька Золотая Ручка) de Iuri Iurevski

### Réalisateur
- 1907 : Boris Godounov (Борис Годунов)
- 1908 : Le mariage de Kretchinski (Свадьба Кречинского) d'après la pièce éponyme d'Aleksandre Soukhovo-Kobyline
- 1908 : Bolchoï tchelovek (Большой человек)
- 1909 : Taras Bulba (Тарас Бульба)

### Directeur de la photographie
- 1908 : Bolchoï tchelovek (Большой человек) d'Alexandre Drankov
- 1908 : Stenka Razine (Стенька Разин ou Понизовая вольница) de Vladimir Romachkov
- 1908 : Le mariage de Kretchinski (Свадьба Кречинского) d'Alexandre Drankov
- 1908 : L'Ordonnance zélé (Усердный денщик) de N. Filippov